# Juan Camilo Moreno
Juan Camilo Moreno Abadía (Carepa, Antioquia, Colombia; 13 de diciembre de 2001) es un futbolista colombiano. Juega como lateral izquierdo y su equipo actual es el Bogotá Fútbol Club de la Categoría Primera B de Colombia.

## Inicios
Llegó a las divisiones menores del Independiente Medellín a la edad de 12 años. Hizo parte también de la Selección de fútbol de Antioquia, con la que logró un campeonato.

## Independiente Medellín
Para el 2019, gracias a sus destacadas actuaciones en divisiones menores fue ascendido al primer equipo. Debutó oficialmente con el Independiente Medellín el 30 de septiembre de 2020 en la victoria del equipo paisa 2 a 0 contra Caracas Fútbol Club por Copa Libertadores.

## Clubes
| Club                   | País     | Año           | Partidos |
| ---------------------- | -------- | ------------- | -------- |
| Independiente Medellín | Colombia | 2019-2021     | 5        |
| Deportivo Pasto        | Colombia | 2021          | 12       |
| Real Cartagena         | Colombia | 2022          | 21       |
| Deportivo Pereira      | Colombia | 2023-presente |          |

## Palmarés

### Torneos nacionales
| Título        | Club                   | País     | Año  |
| ------------- | ---------------------- | -------- | ---- |
| Copa Colombia | Independiente Medellín | Colombia | 2020 |